# Hémorragie rétinienne
 Mise en garde médicale
L'hémorragie rétinienne est une maladie de l'œil dans laquelle des hémorragies se produisent dans la rétine.